# イベリアトゲイモリ
イベリアトゲイモリ（Pleurodeles waltl）は、イモリ科トゲイモリ属に分類される有尾類。

## 分布
スペイン南部、ポルトガル南部、モロッコ北西部

## 形態
全長17-20センチメートル。最大全長30センチメートルとイモリ科最大種。モロッコよりイベリア半島の個体の方が大型化する傾向がある。胴体に比べて頭部は扁平で、灰褐色の体色に黒い不定形の斑点が入ることが多い。
体からは毒が分泌され、皮膚から肋骨の先端を突き破り、天敵の口内などを刺して毒を注入して身を守る。肋骨が突出する部分にはオレンジ色のイボが並んでいる。肋骨が皮膚を突き破ると死んでしまうように思われるが、イモリの仲間は心臓や脳が損傷しても回復するほど再生能力に優れた種であるため、この防御行動で死ぬことはない。
繁殖期のオスは前肢が異常に太くなる。

## 生態
水草が生い茂った流れの緩やかな河川や湖、池沼等に生息する。水棲で主に水中で生活するが、生息場所の水が干上がると岩の間等に潜りこんで休眠する。
食性は動物食で、昆虫類やミミズ、両生類やその幼生等を食べる。
繁殖形態は卵生で、周年繁殖し水草等に200個以上の卵を1個ずつ産みつける。オスはメスを下から抱き上げるような求愛行動を取る。

## 人間との関係

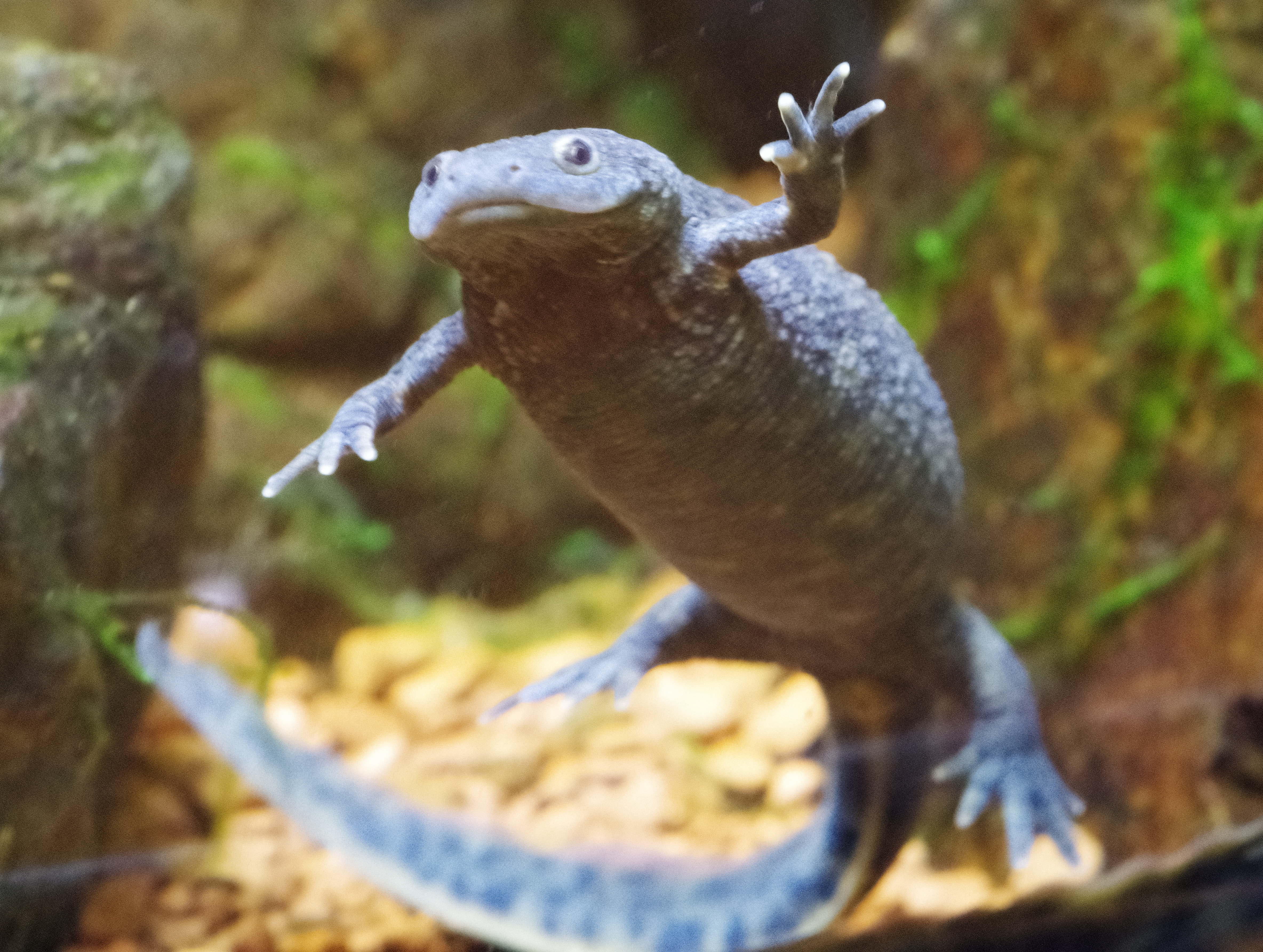
名古屋市東山動植物園のイベリアトゲイモリ(スペインイボイモリ)

ペットとして飼育されることもあり、日本にも輸入されている。主に人工繁殖個体が流通し、アルビノやリューシスティック個体も品種として固定されている。水量のあるアクアリウムかアクアテラリウムで飼育される。大型種のためやや大型のケージが必要になる。冷凍して市販されているイトミミズ（イトメ）やユスリカの幼虫（アカムシ）といった生餌を好むが、人工飼料にも餌付く。有尾目としては高水温にも強いが、30℃を超えるような極度の高水温で飼育するのは避ける。飼育下の繁殖は容易だが周年繁殖するため、逆に雌雄を分けて飼育する等のバースコントロールが必要になる。
餌付けがしやすいうえに、1年程度で子が成熟するなど成長が早く、実験室内の環境でも飼育が容易、また周年繁殖できる（常に受精卵が得られる）などの特徴から、生物学の研究動物として利用されている。2019年4月、基礎生物学研究所と日本各地の大学の研究チームは、イベリアトゲイモリの網羅的遺伝子カタログ作成に成功したと発表した。